# Cenk İldem
Cenk İldem (Şişli, 5 de janeiro de 1986) é um lutador de estilo greco-romana turco, medalhista olímpico.

## Carreira
İldem competiu na Rio 2016, na qual conquistou a medalha de bronze, na categoria até 98 kg.